# Зевахин, Александр Владимирович
Александр Владимирович Зевахин (род. 4 июня 1980, Пермь, Россия) — российский хоккеист.

## Биография
Воспитанник пермского хоккея. В высшей лиге России дебютировал в сезоне 1996/97 за московский ЦСКА. В 1998 году сыграл на юниорском чемпионате мира за сборную России. Участвовал в драфте национальной хоккейной лиги 1998 года — был выбран командой «Питтсбург Пингвинз». В 1999 году стал чемпионом мира среди молодёжных сборных, в 2000 году завоевал серебро чемпионата. В 2001 году перебрался за океан, выступал в АХЛ за команду «Уилкс-Барре/Скрэнтон Пингвинз». В американской лиге сыграл 164 игры в регулярном сезоне, забросил 25 шайб и отдал 27 голевых передач. Также в плей-офф сыграл 21 игру, забросил 2 шайбы и 4 раза отметился голевым пасом. В конце сезона 2002/03 вернулся в ЦСКА.
С 2004 по 2008 год играл в российской Суперлиге за клубы «Амур», СКА, «Салават Юлаев», ХК МВД и нижегородское «Торпедо». В 2008 году подписал контракт с командой «Северсталь», за которую в Континентальной хоккейной лиге провёл 2 сезона, сыграл 64 матча, отметившись четырьмя шайбами и семью голевыми передачами. С 2010 по 2012 играл за клубы ВХЛ «Рязань», пермский «Молот-Прикамье» и клинский «Титан». В 2012 году закончил карьеру. По состоянию на 2019 год тренировал хоккейную команду артистов «КомАр».